# Station Wrabness
Wrabness is een spoorwegstation van National Rail in Wrabness, Tendring in Engeland. Het station is eigendom van Network Rail en wordt beheerd door Greater Anglia. 